# (9091) Ishidatakaki
(9091) Ishidatakaki (1995 VK) – planetoida z pasa głównego asteroid okrążająca Słońce w ciągu 3,82 lat w średniej odległości 2,44 au. Odkryta 2 listopada 1995 roku.